# La Romagne (Ardennes)
La Romagne is een gemeente in het Franse departement Ardennes in de regio Grand Est en maakt deel uit van het arrondissement Rethel. De gemeente telde 130 inwoners op 1 januari 2022.

## Geschiedenis
La Romagne maakte deel uit van het kanton Chaumont-Porcien tot het op 22 maart 2015 werd opgeheven en de gemeenten werden opgenomen in het kanton Signy-l'Abbaye.

## Geografie
De oppervlakte van La Romagne bedraagt 9,91 vierkante kilometer; Op 1 januari 2022 was de bevolkingsdichtheid 13,1 inwoners per km².
De onderstaande kaart toont de ligging van La Romagne met de belangrijkste infrastructuur en aangrenzende gemeenten.

## Demografie
Onderstaande figuur toont het verloop van het inwonertal.
Vanwege een beveiligingsprobleem met de MediaWiki Graph-software is het momenteel niet mogelijk deze grafiek weer te geven. Zodra de software is bijgewerkt zal de grafiek vanzelf weer zichtbaar worden.

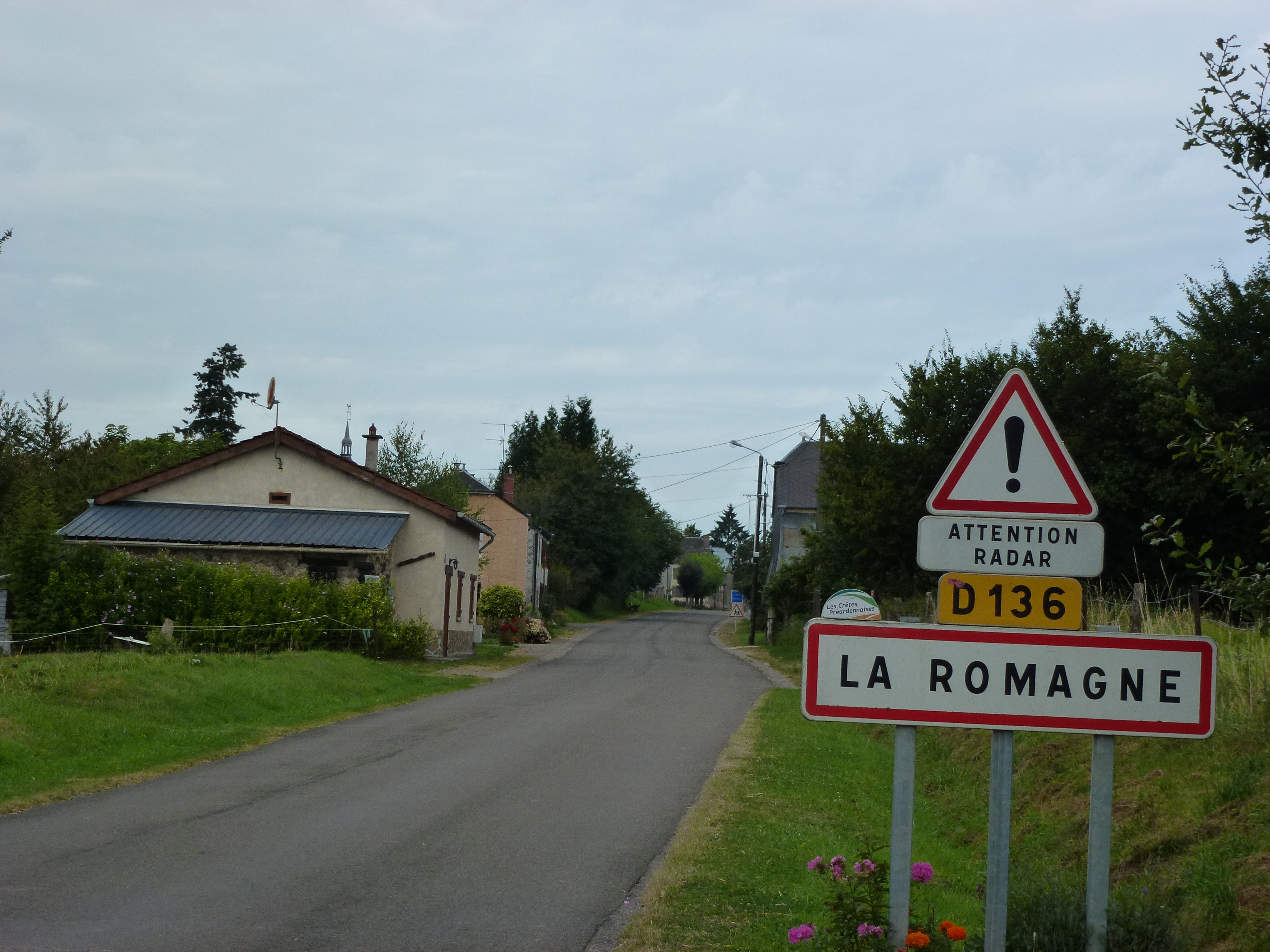
Entree van La Romagne
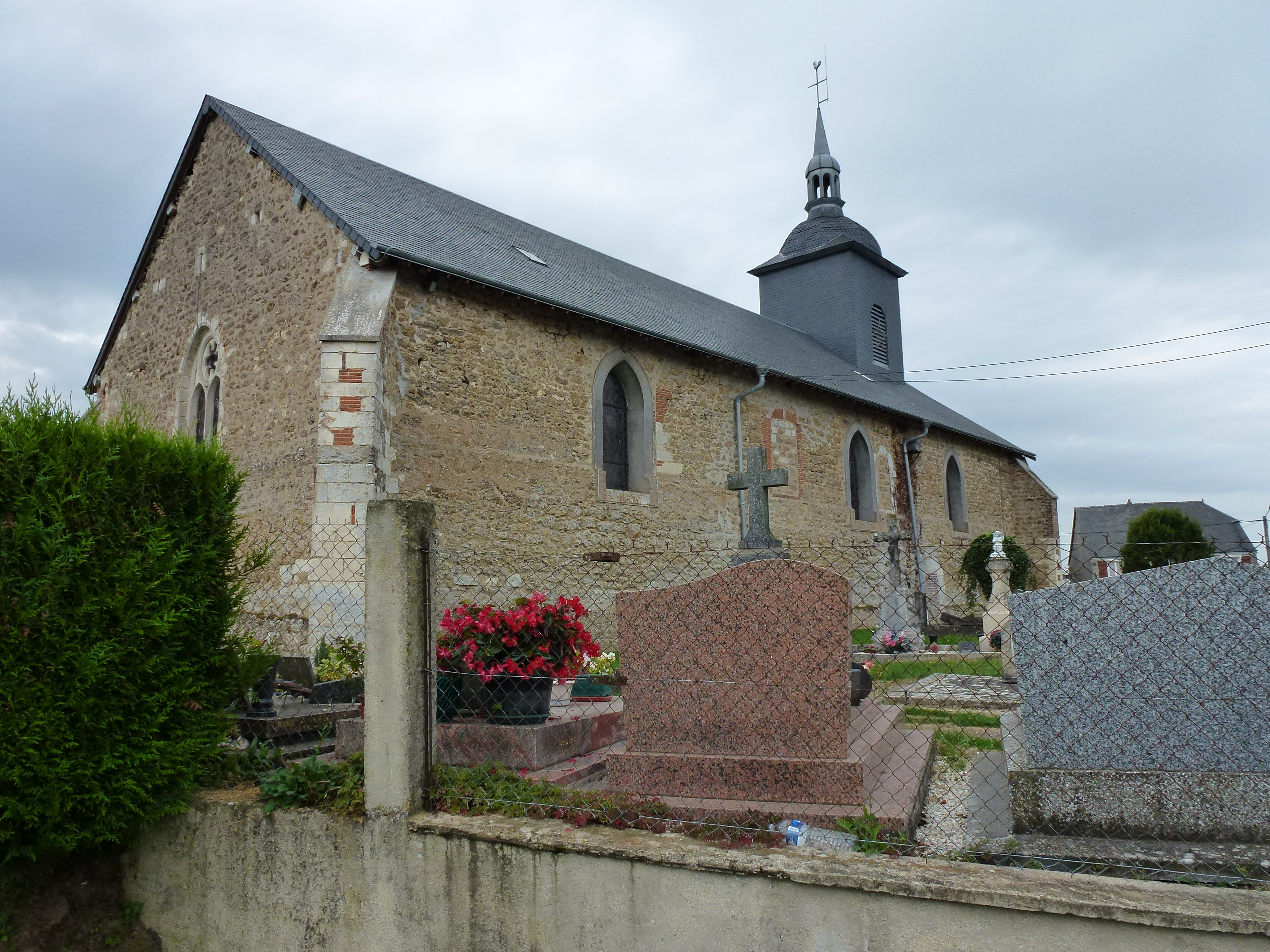
Kerk